# Kanton Vendeuvre-sur-Barse
Kanton Vendeuvre-sur-Barse (fr. Canton de Vendeuvre-sur-Barse) je francouzský kanton v departementu Aube v regionu Grand Est. Tvoří ho 37 obcí. Před reformou kantonů 2014 ho tvořilo 19 obcí.

## Obce kantonu
od roku 2015:
| - Amance - Argançon - Beurey - Bossancourt - Bouranton - Bréviandes - Buchères - Champ-sur-Barse - Clérey - Courteranges - Dolancourt - Fresnoy-le-Château - Isle-Aumont - Jessains - Laubressel - La Loge-aux-Chèvres - Longpré-le-Sec - Lusigny-sur-Barse - Magny-Fouchard | - Maison-des-Champs - Mesnil-Saint-Père - Montaulin - Montiéramey - Montmartin-le-Haut - Montreuil-sur-Barse - Moussey - Puits-et-Nuisement - Rouilly-Saint-Loup - Ruvigny - Saint-Léger-près-Troyes - Saint-Thibault - Thennelières - Trannes - Vauchonvilliers - Vendeuvre-sur-Barse - Verrières - La Villeneuve-au-Chêne |

před rokem 2015:
| - Amance - Argançon - Bligny - Bossancourt - Champ-sur-Barse - Dolancourt - Fravaux - Jessains - Juvanzé - La Loge-aux-Chèvres | - Magny-Fouchard - Maison-des-Champs - Meurville - Spoy - Trannes - Unienville - Vauchonvilliers - Vendeuvre-sur-Barse - La Villeneuve-au-Chêne |